# Grèbe minime
Tachybaptus dominicus
Espèce
Statut de conservation UICN

 LC  : Préoccupation mineure
Le Grèbe minime (Tachybaptus dominicus) est une espèce d'oiseaux aquatiques appartenant à la famille des Podicipedidae.

## Description
C'est le plus petit représentant de la famille (environ 23 cm de longueur). La tête et le cou sont d'un gris-noir assez uniforme durant la période nuptiale. En dehors de celle-ci, le menton et la gorge sont blancs. Les iris sont jaunes et le bec est noir.

## Répartition

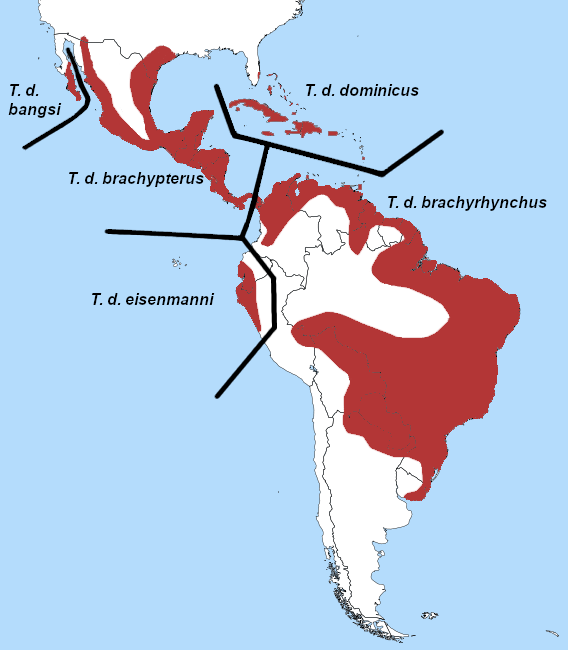
Répartition de l'espèce.

Cette espèce est présente depuis le sud des États-Unis (Texas) jusqu'au nord de l'Argentine (Andes exclues), ainsi que dans les Caraïbes.

## Sous-espèces
D'après la classification de référence (version 14.1, 2024) de l'Union internationale des ornithologues, le Grèbe minime possède 5 sous-espèces :
- Tachybaptus dominicus brachypterus (Chapman, 1899) ;
- Tachybaptus dominicus bangsi (Van Rossem & Hachisuka, 1937) ;
- Tachybaptus dominicus dominicus (Linnaeus, 1766) ;
- Tachybaptus dominicus brachyrhynchus (Chapman, 1899) ;
- Tachybaptus dominicus eisenmanni Strorer & Getty, 1985.